# Misty in Roots

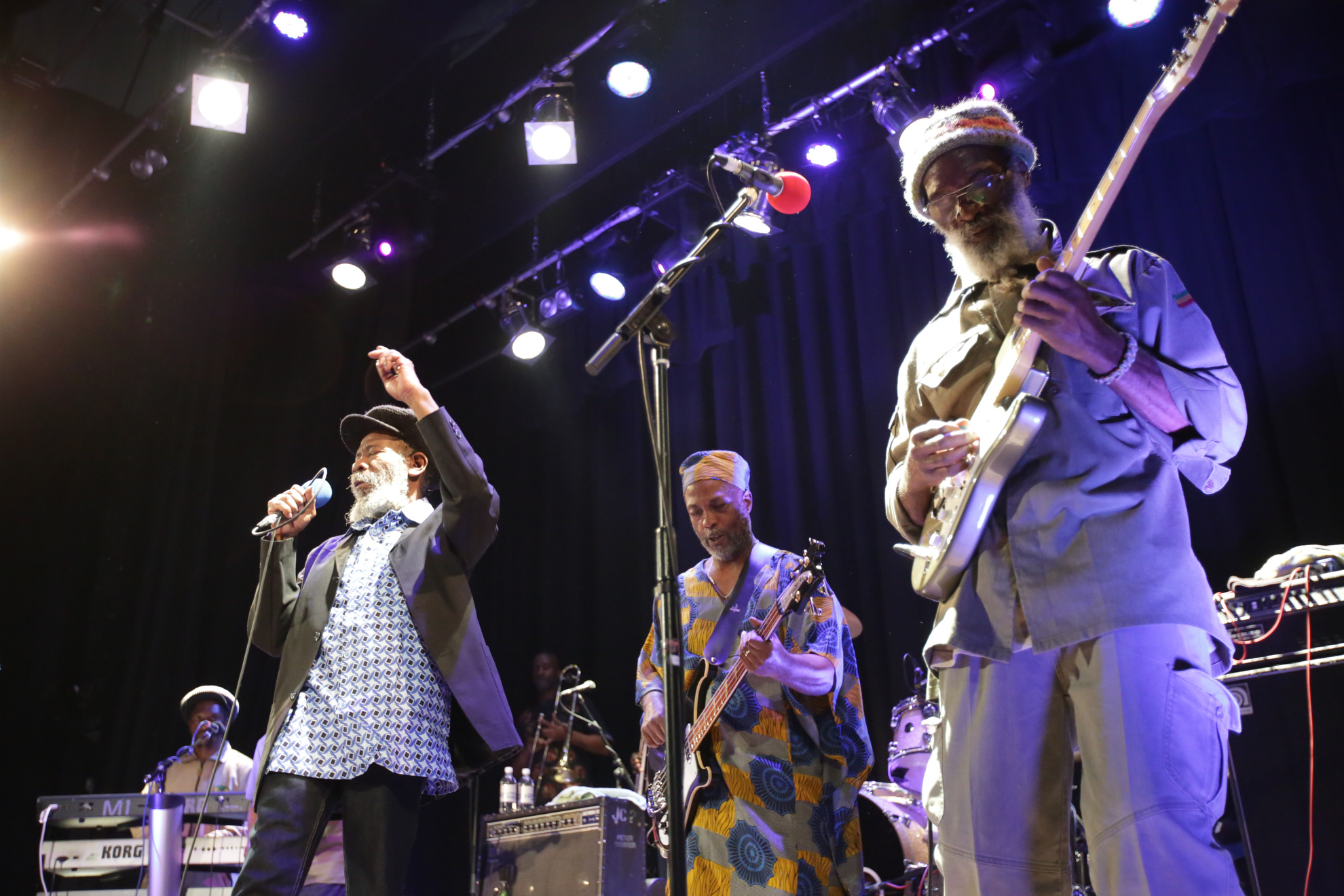
Misty in Roots en concert au Islington Assembly Hall le 13 avril 2017.

Misty in Roots est un groupe de reggae britannique formé en 1976.

## Histoire
Le groupe s'est formé en 1975 comme "backing band" (groupe qui accompagne un chanteur) et a commencé à développer une musique reggae en 1978. Leurs lyrics puissants, inspirés par la crise économique, la prise de conscience de leur culture africaine et leur éveil  spirituel, ont inspiré leurs chansons "Ghetto of the City", "Sodom & Commora", et toutes celles que l'on peut trouver sur leur premier album "Live At The Counter Eurovision". 
En 1978/79, la conscience Noire était à son sommet, et le racisme errait dans les rues de Londres, le chômage affectait les "deux côtés", Noirs et Blancs et à travers cette dépression est née une nouvelle alliance musicale : Les jeunes Blancs en avaient assez du statu quo politique, et s'étaient tournée vers le punk et s'identifiaient en même temps avec les groupes de reggae anglais actifs (Misty In Roots, Steel Pulse, Aswad...). Avec l'arrivée du Rock Against Racism, le combat musical a commencé, et, pour la première fois, des groupes Noirs et des groupes Blancs jouaient ensemble. À cette époque, "Misty In Roots" était l'un des plus "puissants" groupes de reggae d'Angleterre et devint une des forces majeures du mouvement Rock Against Racism.
Le groupe participe en 2000 au World Music Festiv'Alpe de Château-d'Œx dans le canton de Vaud en Suisse romande.

## Discographie
- 1979 - Live At The Counter Eurovision
- 1979 - Misty Over Sweden
- 1982 - Wise And Foolish
- 1983 - Earth
- 1985 - Musi-O-Tunya
- 1989 - Forward
- 1995 - The John Peel Sessions
- 2004 - John Peel Memories (sélection de titres joués en concerts)
- 2002 - Roots Controller